# Ommatius chrysopilus
Ommatius chrysopilus är en tvåvingeart som beskrevs av H. Oldroyd 1972. Ommatius chrysopilus ingår i släktet Ommatius och familjen rovflugor. Inga underarter finns listade i Catalogue of Life.